# زائدة البربخ
زائِدَةُ البَرْبَخ (بالإنجليزية: appendix of the epididymis)‏، هي زائدة صغيرة (في بعض الأحيان مضاعفة أو مزدوجة) على رأس البربخ. وعادةً ما يُنَظرُ إليها على أنها قناة صادرة منفصلة.

## التطور الجنيني
تُشتَق هذه الزائدة من قناة ولفيان على عكس زائدة الخصية والتي تُشتق من قناة مُولَّرِيّ.